# Doliomalus cimicoides
Doliomalus cimicoides is een spinnensoort uit de familie Trochanteriidae. De soort komt voor in Chili.